# Кюртошкалач
Кюртошкалач (угор. kürtőskalács) — традиційна для румунських угорців з Трансильванії випічка циліндричної форми, що зазвичай готується над відкритим вогнем. Кюртошкалач — невід'ємний елемент угорських свят та масових заходів, наприклад, різдвяних ярмарків. Кюртошкалач також готують у деяких булочних та кафе. Посипаний цукром кюртошкалач найчастіше зустрічається з ваніллю та корицею. Перші згадки відносяться до 1679 року, а рецепт в кухонній книзі вперше з'являється у 1781 році. У Чехії та Словаччині аналогічна випічка називається трдельником.